# Courville
Courville és un municipi francès, situat al departament del Marne i a la regió del Gran Est. L'any 2007 tenia 439 habitants.

## Demografia

### Població
El 2007 la població de fet de Courville era de 439 persones. Hi havia 160 famílies, de les quals 24 eren unipersonals (4 homes vivint sols i 20 dones vivint soles), 52 parelles sense fills, 68 parelles amb fills i 16 famílies monoparentals amb fills.
La població ha evolucionat segons el següent gràfic:
Habitants censats

### Habitatges
El 2007 hi havia 175 habitatges, 160 eren l'habitatge principal de la família, 10 eren segones residències i 5 estaven desocupats. Tots els 174 habitatges eren cases. Dels 160 habitatges principals, 146 estaven ocupats pels seus propietaris, 11 estaven llogats i ocupats pels llogaters i 3 estaven cedits a títol gratuït; 4 tenien dues cambres, 12 en tenien tres, 26 en tenien quatre i 118 en tenien cinc o més. 134 habitatges disposaven pel capbaix d'una plaça de pàrquing. A 56 habitatges hi havia un automòbil i a 97 n'hi havia dos o més.

### Piràmide de població
La piràmide de població per edats i sexe el 2009 era:
| Homes | Edats   | Dones |
| ----- | ------- | ----- |
| 0     | 95 o +  | 0     |
| 0     | 90 a 94 | 1     |
| 1     | 85 a 89 | 2     |
| 5     | 80 a 84 | 1     |
| 1     | 75 a 79 | 4     |
| 10    | 70 a 74 | 12    |
| 10    | 65 a 69 | 14    |
| 11    | 60 a 64 | 7     |
| 8     | 55 a 59 | 7     |
| 14    | 50 a 54 | 8     |
| 15    | 45 a 49 | 17    |
| 13    | 40 a 44 | 15    |
| 15    | 35 a 39 | 12    |
| 16    | 30 a 34 | 16    |
| 6     | 25 a 29 | 10    |
| 9     | 20 a 24 | 8     |
| 6     | 15 a 19 | 7     |
| 10    | 10 a 14 | 15    |
| 16    | 5 a 9   | 13    |
| 10    | 0 a 4   | 11    |

## Economia
El 2007 la població en edat de treballar era de 270 persones, 211 eren actives i 59 eren inactives. De les 211 persones actives 198 estaven ocupades (103 homes i 95 dones) i 13 estaven aturades (3 homes i 10 dones). De les 59 persones inactives 23 estaven jubilades, 19 estaven estudiant i 17 estaven classificades com a «altres inactius».

### Ingressos
El 2009 a Courville hi havia 156 unitats fiscals que integraven 445 persones, la mediana anual d'ingressos fiscals per persona era de 19.376 €.

### Activitats econòmiques
Dels 7 establiments que hi havia el 2007, 3 eren d'empreses de comerç i reparació d'automòbils, 1 d'una empresa financera, 2 d'empreses de serveis i 1 d'una empresa classificada com a «altres activitats de serveis».
L'any 2000 a Courville hi havia 7 explotacions agrícoles.

## Poblacions més properes
El següent diagrama mostra les poblacions més properes.